# Bách Quang
Bách Quang là một phường ở phía nam của tỉnh Thái Nguyên, Việt Nam.

## Địa lý
Phường Bách Quang có vị trí địa lý:
- Phía đông giáp xã Tân Khánh, xã Điềm Thụy và phường Phổ Yên
- Phía tây giáp phường Bá Xuyên và xã Tân Cương
- Phía nam giáp phường Phổ Yên và phường Sông Công
- Phía bắc giáp phường Tích Lương và phường Gia Sàng.

Phường Bách Quang có diện tích 35,02 km², dân số năm 2025 là 26.668 người. Khu vực được định hướng tập trung phát triển công nghiệp, dịch vụ, thương mại, hạ tầng, nhà ở đô thị. Là khu vực tập trung các khu công nghiệp: Sông Công I, Sông Công II. Hạ tầng giao thông trên địa bàn có quốc lộ 37, quốc lộ 3, cao tốc Hà Nội - Thái Nguyên, các tuyến đường đô thị, liên xã, tuyến đường nối khu công nghiệp Sông Công với khu công nghiệp Điềm Thuỵ. Đường Thắng Lợi kéo dài có chiều rộng 60 m, dài 2,4 km.
Đoạn sông Cầu chảy qua các tổ dân phố Soi và Kè có chiều dài 3,5 km, lưu lượng nước trung bình vào mùa mưa từ 280-610 m³/s, vào mùa khô từ 6,3-6,5 m³/s. Năm 1977, kênh dẫn nước hồ Núi Cốc bắt đầu được xây dựng trên địa bàn. Kênh Núi Cốc chặn dòng khiến dòng chảy của một số con suối bớt xiết hơn khi có mưa lớn.

## Lịch sử
Trước năm 1945, địa bàn phường Lương Sơn cũ là xã Thuần Lương và xã Ninh Sơn thuộc tổng Thượng Đình. Từ sau Cách mạng tháng Tám, hai xã này trở thành hai thôn thuộc xã Thượng Đình, huyện Phú Bình. Năm 1953, xã Thượng Đình chia tách thành ba xã: Thượng Đình, Yên Thịnh và Lương Sơn. Năm 1976, xã Lương Sơn được chuyển từ huyện Phú Bình về thành phố Thái Nguyên. Năm 2015, phường Lương Sơn được thành lập từ xã Lương Sơn, chuyển sang trực thuộc thành phố Sông Công. Năm 2015, dân số phường Lương Sơn là 12.650 người, với 3.192 hộ.
Đầu thế kỷ XX, địa bàn Tân Quang nằm trong xã Niệm Quang thuộc tổng Niệm Quang, huyện Đồng Hỷ, tỉnh Thái Nguyên. Xã Nhẫm Quang/Niệm Quang từ năm 1835 trở về trước là lỵ sở của huyện Động Hỷ. Trong Cách mạng tháng Tám năm 1945, xã Niệm Quang đổi tên thành xã Bách Quang. Đến năm 1946, xã Bách Quang sáp nhập với xã Bá Xuyên thành xã mới lấy tên là xã Tân Lộc. Giữa năm 1949, xã Tân Lộc đổi tên thành xã Tân Quang. Cuối năm 1953, xã Tân Quang tách thành 2 xã Tân Quang và Thành Công. Xã Tân Quang lúc đó có hai thôn Tân Yên và Niệm Cuông với số dân là 2.035 người. Năm 1985, xã Tân Quang được chuyển từ huyện Đồng Hỷ sang thị xã Sông Công mới thành lập. Năm 2011, xã Tân Quang được chia tách thành phường Bách Quang và xã Tân Quang.
Tháng 6 năm 2025, phường Bách Quang được thành lập trên cơ sở nhập toàn bộ diện tích tự nhiên, quy mô dân số của phường Bách Quang (diện tích tự nhiên là 8,59 km²; dân số là 6.802 người); phường Lương Sơn (diện tích tự nhiên là 16,03 km²; dân số là 13.991 người) và xã Tân Quang (diện tích tự nhiên là 10,40 km²; dân số là 5.875 người) của thành phố Sông Công. Trụ sở làm việc của phường nằm tại phường Bách Quang cũ.

## Hành chính
Đến năm 2015, phường Lương Sơn có 24 tổ dân phố: 2 Ninh Hương, 3 Ninh Hương, Đông, Cử, Sộp, Soi, Cầu, Nha Làng, Kè, Phú Thái, Bần, Pha, Tiến Bộ, Ngân, Tân Trung, 1 Tân Sơn, 2 Tân Sơn, 3 Tân Sơn, 4 Tân Sơn, 5 Tân Sơn, Trước, Sau, Ga, Na Hoàng. Năm 2019, thành lập tổ dân phố Ninh Hương trên cơ sở tổ dân phố 2 Ninh Hương và tổ dân phố 3 Ninh Hương, sáp nhập tổ dân phố 1 Tân Sơn vào tổ dân phố Na Hoàng, sáp nhập tổ dân phố 2 Tân Sơn vào tổ dân phố 3 Tân Sơn.
Đến năm 2016, xã Tân Quang có 12 xóm là Tân Mỹ 1, Tân Mỹ 2, Tân Thành 1, Tân Thành 2, Tân Thành 3, Tân Tiến, Làng Dỗ, Làng Vai, La Doan, La Chưỡng, Bài Lài và Đông Tiến. Năm 2019, thành lập Xóm Mới trên cơ sở xóm La Doan và xóm Làng Vai.
Đến năm 2011, phường Bách Quang có 14 tổ dân phố là Khu Yên, Làng Mới, Quang Minh, Làng Sắn, Đồi, Mỏ Chè, La Đình, Cầu Gáo, La Chám, Dọc Dài, Chương Lương, Cầu Sắt, Tân Dương, Bình Minh. Năm 2019, sáp nhập tổ dân phố La Chám vào tổ dân phố Cầu Gáo.